# Islotes de las Hormigas
Los islotes de las Hormigas (en portugués: ilhéus das Formigas) son un pequeño grupo de islotes pertenecientes al grupo oriental de las Azores. Desde el Faro de Gonçalo Velho, en el extremo sudeste de la isla de Santa María, se pueden observar los islotes si se utilizan unos prismáticos. Los islotes en conjunto abarcan 0,9 hectáreas siendo importante desde el punto de vista ecológico la parte sumergida de los mismos. Fueron avistados por primera vez en 1431 por Diogo de Silves.

## Descripción
Los ocho roques que forman los islotes son muy bajos, siendo el punto más elevado de 11 metros en el islote de Formigão. Nunca han sido habitados. Se encuentran a 37 kilómetros al nordeste de la Isla de Santa María y a 63 kilómetros al sudoeste de la Isla de São Miguel. La longitud máxima de este pequeño archipiélago es de 165 metros y una anchura de 80. 
Desde el punto de vista geológico los islotes están formados esencialmente por rocas de basalto apareciendo algunas vetas calcáreas con fósiles del Mioceno.
La única estructura del archipiélago es el faro de las Hormigas (en portugués: Farol das Formigas), que se encuentra en Formigão, el islote más grande. La baliza actual es una torre de piedra de 19 metros pintada de blanco. Como la base de la torre está a una altura de aproximadamente 3 metros sobre el nivel del mar, la baliza está a 22 metros sobre el nivel del mar. La señal del faro es visible desde 12 millas náuticas (22 km) de distancia en días despejados, aunque ha habido informes de verlo desde la parte sureste de São Miguel y la parte noreste de Santa María. En días de temporal, las olas pueden llegar a sumergir completamente la torre. 
Actualmente el faro funciona con energía solar y su antigua lámpara de acetileno ha sido reemplazada por un modelo más nuevo.

## Reserva Marina
Las aguas que los rodean son de importancia ecológica debido a la gran diversidad de vida que las habita siendo un lugar de reproducción y alimentación para muchas especies, entre las que se encuentran los tiburones, tortugas y cetáceos. En este sentido el Gobierno regional estableció una reserva natural en los islotes y sus áreas sumergidas.
La Reserva Natural de los Islotes de las Hormigas, con un área de 52.527 ha, creada en 1988 e reclasificada en 2003 por el parlamento azoriano como Reserva Natural Regional. Además de ese estatuto, por la Resolución n.º 30/98, de 5 de febrero, del Gobierno Regional de las Azores, la zona fue incluida en la lista de Sitios de Interés Comunitario de la Unión Europea (Red Natura 2000).
Dentro de la reserva marina destaca el arrecife de Dollabarat. Se trata de un monte submarino volcánico, situada a 3 millas náuticas al sureste de los islotes de las Hormigas, en las coordenadas geográficas 37.23.3º N; 24.73.3º W.
El origen de su nombre está asociado al comandante vasco Pierre Dollabarat, que a 7 de marzo de 1788, a bordo del María de Sebourre, descubrió por primera vez la existencia del arrecife.
La transparencia de las aguas suele ser excepcional, lo que hace de este lugar uno de los ex libris del buceo en las Azores. La posibilidad de corrientes muy fuertes, combinada con las grandes diferencias de profundidad y la presencia de tiburones, requiere los medios y la experiencia de bucear en mar abierto.
Como área oceánica, posee una fauna pelágica característica numerosa y diversa, como peces erizo, mantas gigantes, tiburones, tortugas y delfines. Los meros son frecuentes entre los 10 y los 40 metros de profundidad.
El fondo suele estar cubierto por una densa capa de algas dominada por Cystoseira sp y coral negro. En áreas un poco más profundas (unos 50 metros) se encuentran rodales de laminaria de la especie "Laminaria ochroleuca" (alga parda con apariencia de largas cintas onduladas). El Departamento de Oceanografía y Pesca de la Universidad de las Azores realiza misiones científicas anuales para estudiar y monitorear este arrecife.